# NGC 7417
إن جي سي 7417 التي يرمز لها بالرمز NGC 7417، هي مجرة، في كوكبة الطوقان.

## الاكتشاف
اكتشفت في 20 يوليو 1835، بواسطة جون هيرشل.